# Shigeki Tsujimoto
Shigeki Tsujimoto (辻本 茂輝 Tsujimoto Shigeki?), född 23 juni 1979, är en japansk tidigare fotbollsspelare.
I april 1999 blev han uttagen i Japans trupp till U20-världsmästerskapet 1999.